# Конституционно демократично обединение
Конституционно демократично обединение (на френски: Rassemblement constitutionnel démocratique, накратко RCD) е тунизийска партия, създадена през 1934 г. под името Neo-Destour. На 27 февруари 1988 г. партията е преименувана и получава сегашното си име. Настоящ председател на партията е бившият президент на Тунис Бен Али.
Партията е авторитарно ориентирана със светски характер. До 17 януари 2011 г., когато е изключена, RCD е пълноправен член на социалистическия интернатионал.
На 6 февруари 2011 партията е разпусната. 